# Terbegec
Terbegec (szlovákul: Trebušovce) község Szlovákiában, a Besztercebányai kerületben, a Nagykürtösi járásban.

## Fekvése
Nagykürtöstől 20 km-re, délnyugatra fekszik.

## Története
1247-ben "Trebogoch" alakban említik először. 1260-ban "Trebogost", 1277-ben "Terbegezd", 1295-ben "Trebeguezt", 1381-ben "Terbebech", 1404-ben "Terbegech" alakban említik a korabeli források. 1332-ben a pápai tizedjegyzék is említi. Ekkor a nagyobb falvak közé számított, hiszen papja elég magas adót fizetett. Hont várának uradalmához tartozott, majd a 14. században a helyi nemes Terbegeczi család birtoka volt. A községet gyakran érték török rajtaütések is, melyek elől a lakosság a közeli erdőkbe menekült. Története során többen is birtokolták, melyek között a Pongrácz, Lónyai, Gyürki, Okolicsányi, Plachy és Majtényi családok szerepelnek. Feltételezések szerint a 18. században több kúria is épült a faluban, melyek azonban ma már nem láthatók. 1715-ben 2, 1720-ban 9 háztartása volt. 1828-ban 49 házában 299 lakos élt.
Vályi András szerint "TERBEGECZ. Terbusovce. Magyar falu Hont Várm. földes Urai több Uraságok, lakosai külömbfélék, fekszik Kőkeszihez nem meszsze, mellynek filiája; határja jó, legelője elég, fája van, szőlő hegye középszerű."
Fényes Elek szerint "Terbegecz, (Terbussovcze), magy. falu, Honth vgyében, 190 kath., 120 evang. lak., kik közt számos nemesek vannak. F. u. többen."
Hont vármegye monográfiája szerint "Terbegecz, magyar kisközség, 47 házzal és 284 róm. kath. vallású lakossal; vasúti és táviró-állomása Balassagyarmat, postája Kőkeszi. Már IV. Béla király 1260-ban Vaczik fiainak: Marczel, Bátor, Soph és Hrabor fivéreknek két ekényi földet adományozott itt. Oklevél említi a falut 1295-ben is. A következő században már a vármegye nagyobb községei között szerepel, a mint ez a pápai tizedszedők 1332–37. évi jegyzékéből kitünik, mely szerint Czelchzer és Trebekecz község papja elég magas tizedet fizetett. E falutól vette nevét a Terbegeczi család, melynek egyik tagja, István, már 1381-ben szerepel. Ezután következő földesurait csak a XVII. század óta ismerjük, a mikor a Bakó családot uralta a falu. 1760-ban Pongrácz László ül a birtokban, a mely azóta sűrűn cserélt gazdát. 1801-ben Lónyai Menyhért, 1831-ben báró Flödnikné, 1844-ben Gyürky Sándor, 1848-ban Okolicsányi János, 1850 óta a Würtzler-család a birtokosa. Részük volt itt a mult században a Plachy és Vajda családoknak is; a Plachy-féle rész összeolvadt a Würtzler-birtokkal, míg a Vajda-rész idegen kézre került. A falubeli templom 1790-ben épült."
A trianoni békeszerződésig Hont vármegye Ipolynyéki járásához tartozott. 1938 és 1944 között ismét Magyarország része volt.

## Népessége
| Év:            | 1994. | 2004.   | 2014.   | 2024.    |
| -------------- | ----- | ------- | ------- | -------- |
| Emberek száma: | 223   | 205     | 195     | 157      |
| Eltérés:       |       | -8,07 % | -4,87 % | -19,48 % |

| Év:            | 2023. | 2024.   |
| -------------- | ----- | ------- |
| Emberek száma: | 159   | 157     |
| Eltérés:       |       | -1,25 % |

1880-ban 279 lakosából 233 magyar és 27 szlovák anyanyelvű volt.
1890-ben 304 lakosából 292 magyar és 10 szlovák anyanyelvű volt.
1900-ban 284 lakosából 267 magyar és 17 szlovák anyanyelvű volt.
1910-ben 274 lakosából 259 magyar és 13 szlovák anyanyelvű volt.
1921-ben 293 lakosából 186 magyar és 100 csehszlovák volt.
1930-ban 295 lakosából 180 magyar és 108 csehszlovák volt.
1941-ben 315 lakosából 309 magyar és 6 szlovák volt.
1970-ben 343 lakosából 253 magyar és 89 szlovák volt.
1980-ban 317 lakosából 188 magyar és 127 szlovák volt.
1991-ben 245 lakosából 208 magyar és 36 szlovák volt.
2001-ben 198 lakosából 160 magyar és 37 szlovák.
2011-ben 201 lakosából 144 magyar és 48 szlovák.

## Nevezetességei
Legértékesebb műemléke az 1791-ben épített barokk-klasszicista római katolikus templom, szép festményekkel és gazdagon díszített oltárral.

## Neves személyek
- Itt született 1898. július 8-án Gerő Ernő kommunista politikus, az MDP első titkára, több miniszteri tárca betöltője.

## Külső hivatkozások
- Hivatalos oldal
- Községinfó
- Terbegec Szlovákia térképén
- Infotour.sk
- E-obce.sk Archiválva 2008. december 6-i dátummal a Wayback Machine-ben